# کنت هام
کنت هام (به انگلیسی: Kenneth Ham) فضانورد اهل کشور ایالات متحده آمریکا است که در ۱۲ دسامبر ۱۹۶۴ میلادی در پلینفیلد، نیوجرسی زاده شد. وی در مأموریت اس‌تی‌اس-۱۲۴، اس‌تی‌اس-۱۳۲ حضور داشته است.